# Lupcourt
Lupcourt település Franciaországban, Meurthe-et-Moselle megyében. Lakosainak száma 416 fő (2022. január 1.). Lupcourt Azelot, Flavigny-sur-Moselle, Ludres, Richardménil és Ville-en-Vermois községekkel határos.

## Népesség
A település népességének változása:
| Lakosok száma | 146  | 286  | 273  | 352  | 437  | 450  | 448  | 428  | 423  | 416  |
|               | 1968 | 1982 | 1990 | 2006 | 2013 | 2015 | 2017 | 2019 | 2020 | 2022 |